# Галілео (телепередача, Росія)
Галілео — телевізійна пізнавальна програма про устрій світу. Є російським варіантом німецької програми «Galileo» каналу ProSieben. Виходить на каналі СТС, першим ведучим проекту був Олександр Пушной. Програму виробляла ТОВ «ГалілеоМедіа» в 2011-2015 роках (до цього виробляла інша, але схожа структура ТОВ «Телеформат» — в 2007-2011 рр.). З 13 квітня 2009 року програму виходила в оновленому форматі.